# Tiro ai Giochi della XV Olimpiade - Bersaglio mobile
La competizione del bersaglio mobile di tiro a segno ai Giochi della XV Olimpiade si è svolta i giorni 28 e 29 luglio 1952 al Malmi Shooting Range di Malmi Helsinki.

## Risultati
| Pos.    | Concorrente           | Nazione          | Serie tiri | Serie tiri | Punti |
| Pos.    | Concorrente           | Nazione          | 1ª         | 2ª         | Punti |
| ------- | --------------------- | ---------------- | ---------- | ---------- | ----- |
| Oro     | John Larsen           | Norvegia         | 198        | 215        | 413   |
| Argento | Olof Sköldberg        | Svezia           | 200        | 209        | 409   |
| Bronzo  | Tauno Mäki            | Finlandia        | 200        | 207        | 407   |
| 4       | Rolf Bergersen        | Norvegia         | 196        | 203        | 399   |
| 5       | Thorleif Kockgård     | Svezia           | 185        | 212        | 397   |
| 6       | Yrjö Miettinen        | Finlandia        | 203        | 189        | 392   |
| 7       | Pyotr Nikolayev       | Unione Sovietica | 185        | 200        | 385   |
| 8       | Vladimir Sevryugin    | Unione Sovietica | 194        | 189        | 383   |
| 9       | Jean-Albin Régis      | Francia          | 158        | 194        | 352   |
| 10      | Albert Planchon       | Francia          | 164        | 186        | 350   |
| 11      | Cyril Mackworth-Praed | Gran Bretagna    | 153        | 168        | 321   |
| 12      | Ingram Capper         | Gran Bretagna    | 145        | 174        | 319   |
| 13      | Luigi Ruspoli         | Italia           | 154        | -          | Rit.  |
| 14      | Ladislao Odescalchi   | Italia           | 152        | -          | Rit.  |